# Opération Muppets
Pour plus de détails, voir Fiche technique et Distribution.
Opération Muppets ou Les Muppets 2 au Québec (Muppets Most Wanted) est un film américain réalisé par James Bobin, sorti en 2014.
Huitième long métrage mettant en scène les Muppets, il s'agit de la suite de Les Muppets, le retour (2011).

## Synopsis
À la suite de leur come back réussi, toute la bande des Muppets part en tournée, triomphant dans les théâtres des plus grandes capitales européennes. Mais bien malgré eux, ils se retrouvent bientôt mêlés à une affaire criminelle d’envergure internationale, un complot dirigé par Constantine, la grenouille la plus dangereuse du monde...

## Fiche technique
Sauf indication contraire, les informations mentionnées dans cette section peuvent être confirmées par les bases de données cinématographiques IMDb et Allociné,  présentes dans la section « Liens externes ».
- Titre original : Muppets Most Wanted
- Titre français : Opération Muppets
- Titre québécois :  Les Muppets 2
- Réalisation : James Bobin
- Scénario : James Bobin et Nicholas Stoller, d'après les personnages créés par Jim Henson
- Musique : Christophe Beck
  - Musiques additionnelles : Leo Birenberg
- Direction artistique : Grant Armstrong, Andrew Max Cahn, Philip Higgs, Hannah Moseley et James F. Truesdale
- Décors : Eve Stewart
- Costumes : Rahel Afiley
- Photographie : Don Burgess
- Son : Kami Asgar, Beau Borders, Konstantinos Linoxylakis, Sean McCormack, Kevin O'Connell
- Montage : James Thomas
- Production : David Hoberman et Todd Lieberman
  - Production exécutive : Jane McNally (Irlande et Denis Pedregosa (Espagne)
  - Production déléguée : John G. Scotti et Nicholas Stoller
  - Coproduction : Bill Barretta et Angus More Gordon
- Sociétés de production : Mandeville Films, Babieka (Espagne), Cinema Vehicles et The Muppets Studio, présenté par Walt Disney Pictures
- Société de distribution : Walt Disney Studios Motion Pictures
- Budget : 50 millions de $[1]
- Pays de production :  États-Unis
- Langue originale : anglais, allemand
- Format : couleur et noir et blanc — 35 mm — 1,85:1 (Panavision) — son Datasat / Dolby Digital
- Genre : comédie, musical, aventure, marionnettes
- Durée : 107 minutes ; 124 minutes (version longue)
- Dates de sortie[2] :
  - États-Unis, Québec : 21 mars 2014[3]
  - France : 23 juin 2015 (sortie directement à la TV)
- Classification :
  - États-Unis : des scènes peuvent heurter les enfants - accord parental souhaitable (PG - Parental Guidance Suggested)[N 1]
  - France : tous publics
  - Québec : tous publics (G - General Rating)[3]

## Distribution
- Ricky Gervais (VF : Christophe Lemoine) : Dominic Badguy

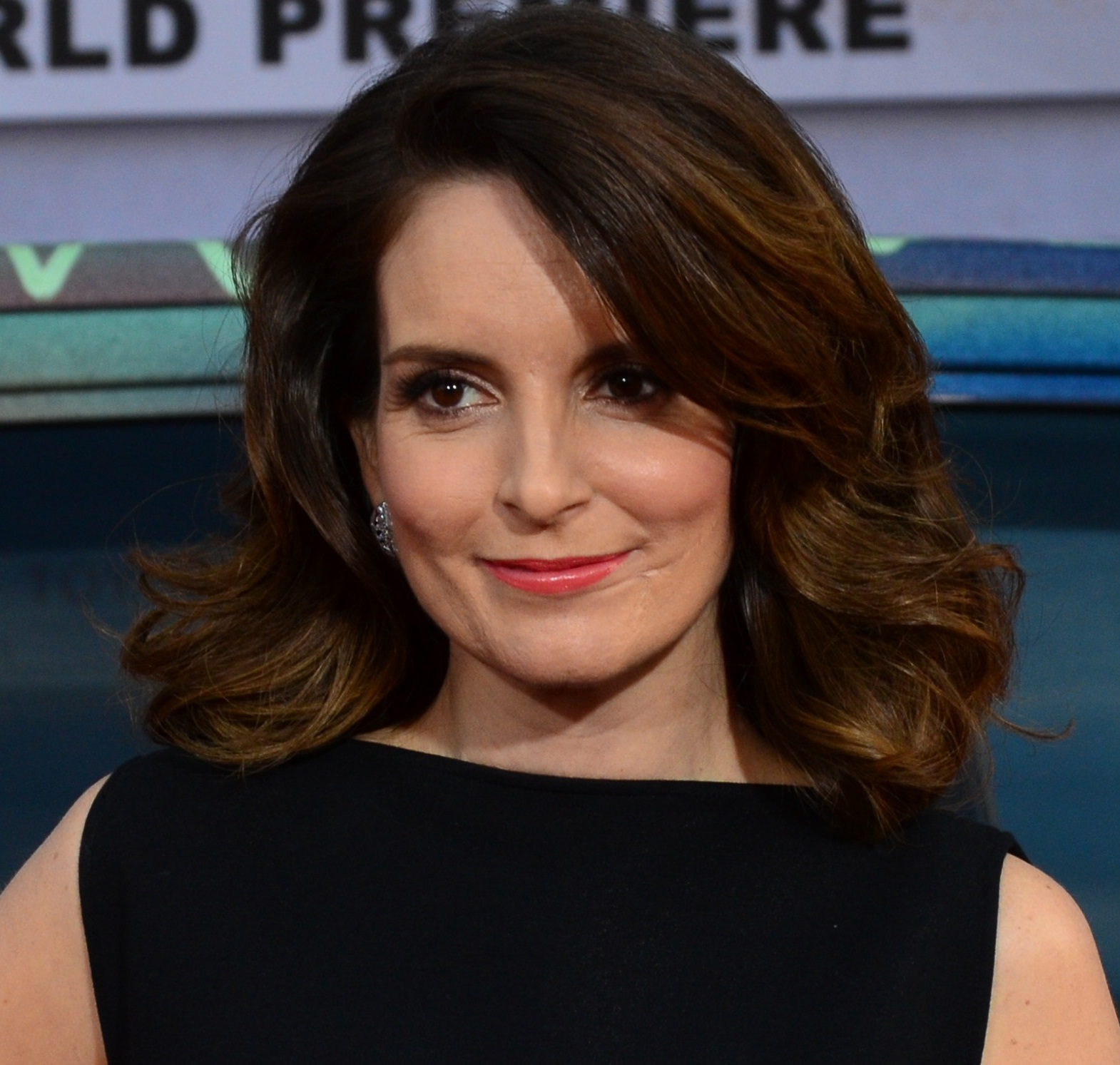
L'actrice principale Tina Fey, à la première du film, en mars 2014.

- Ty Burrell (VF : Bernard Alane) : Jean-Pierre Napoléon, d'Interpol
- Tina Fey (VF : Stéphanie Lafforgue) : Nadya
- Zach Galifianakis : Hobo Joe
- Josh Groban : un prisonnier
- Tom Hiddleston : The Great Escapo
- Tom Hollander : le manager du théâtre
- Toby Jones : le garde du musée du Prado no 2
- Frank Langella (VF : Féodor Atkine) : Beefeater Vicar
- Ray Liotta (VF : Emmanuel Jacomy) : Big Papa
- Jemaine Clement (VF : Olivier Constantin) : Le roi de la prison
- Ross Lynch : le jeune fleuriste
- James McAvoy (VF : Emmanuel Garijo) : l'homme d'UPS
- Chloë Grace Moretz (VF : Lisa Caruso) : la livreuse de journaux
- Usher (VF : Grégory Quidel) : The Usher
- Til Schweiger (VF : Christophe Peyroux) : le policier allemand
- Hugh Bonneville : le journaliste irlandais
- Russell Tovey : le livreur
- Stanley Tucci : Ivan, le garde
- Danny Trejo (VF : Antoine Tomé) : Danny Trejo
- Tony Bennett : lui-même
- Sean Combs (VF : Olivier Cordina) : lui-même
- Céline Dion : elle-même
- Lady Gaga : elle-même
- Salma Hayek (VF : Déborah Perret) : elle-même
- Saoirse Ronan : elle-même
- Christoph Waltz (VF : Olivier Destrez) : lui-même

### Voix originales
- Steve Whitmire : Kermit / Rizzo Rat / Beaker / Statler
- Eric Jacobson (en) : Fozzie Bear / Sam Eagle / Animal / Miss Piggy
- Dave Goelz : Gonzo / Waldorf / Bunsen Honeydew (Walbeck Bunsen) / Zoot  / Beauregard
- Bill Barretta : Rowlf / Dr Teeth / Bobo the Bear / Pepe the King Prawn / le Chef suédois
- David Rudman : Scooter / Janice
- Matt Vogel : Constantine / Floyd Pepper / Sweetums / Lew Zealand / Camilla the Chicken
- Peter Linz (en) : Walter / Manolo Flamingo

 Sauf indication contraire, les informations mentionnées dans cette section peuvent être confirmées par la base de données cinématographiques IMDb,  présente dans la section « Liens externes ».

### Voix françaises
- Edgar Givry : Kermit / Animal / Pépé la Crevette
- Jean-Claude Donda : Fozzie / Gonzo / Docteur Walbeck Bunsen / le Chef suédois / Rowlf le chien
- Éric Métayer : Miss Piggy / Floyd Pepper / Janice / Dr Dent
- Patrick Béthune : Constantine
- Thierry Kazazian : Walter
- Marc Saez : Scooter
- Henri Guybet : Sam l'aigle
- Bernard Metraux : Statler
- Pierre Dourlens : Waldorf / Jean Bondyorke
- Bruno Magne : Le muppet journaliste
- Emmanuel Garijo : Beauregard
- Michel Dodane : Rizzo
- Christophe Peyroux : Oncle Deadly / Carl

 Source et légende : version française (VF) sur RS Doublage

## Sorties cinéma
Sauf indication contraire, les informations mentionnées dans cette section peuvent être confirmées par la base de données cinématographiques IMDb,  présente dans la section « Liens externes ».
- États-Unis : 11 mars 2014 (Hollywood)
- Philippines : 19 mars 2014
- Chili : 20 mars 2014
- Pérou : 20 mars 2014
- Canada : 21 mars 2014
- Québec : 21 mars 2014[3]
- Inde : 21 mars 2014
- Mexique : 21 mars 2014
- Pologne : 21 mars 2014
- États-Unis : 21 mars 2014
- Royaume-Uni : 21 mars 2014 (Londres)
- Grèce : 27 mars 2014
- Croatie : 27 mars 2014
- Israël : 27 mars 2014
- Cambodge : 27 mars 2014
- Macédoine du Nord : 27 mars 2014
- Royaume-Uni : 28 mars 2014
- Irlande : 28 mars 2014
- Danemark : 31 mars 2014
- Pakistan : 4 avril 2014
- Suède : 4 avril 2014
- Australie : 10 avril 2014
- Nouvelle-Zélande : 10 avril 2014
- Maldives : 11 avril 2014
- Espagne : 16 avril 2014
- Portugal : 24 avril 2014
- Singapour : 24 avril 2014
- Suisse alémanique : 24 avril 2014[5]
- Argentine : 1er mai 2014
- Colombie : 1er mai 2014
- Allemagne : 1er mai 2014
- Équateur : 1er mai 2014
- Pays-Bas : 1er mai 2014
- Uruguay : 3 mai 2014
- Venezuela : 16 mai 2014
- Turquie : 13 juin 2014
- Brésil : 26 juin 2014
- Autriche : 2 août 2014
- Japon : 6 septembre 2014
- Îles Cook : 31 décembre 2014
- Birmanie : 31 décembre 2014
- Mongolie : 31 décembre 2014
- Bahamas : 1er janvier 2015
- Zimbabwe : 19 février 2015

## Sorties TV et vidéos
Source : Internet Movie Database
| sortie directement à la TV - Italie : 20 décembre 2014 - France : 23 juin 2015 - Estonie : 30 mars 2018 | sortie en VOD - France : 24 mars 2020 sur Disney+ |

## Bande originale
| Muppets Most Wanted - Original Soundtrack | Muppets Most Wanted - Original Soundtrack              | Muppets Most Wanted - Original Soundtrack         | Muppets Most Wanted - Original Soundtrack                    | Muppets Most Wanted - Original Soundtrack | Muppets Most Wanted - Original Soundtrack | Muppets Most Wanted - Original Soundtrack | Muppets Most Wanted - Original Soundtrack | Muppets Most Wanted - Original Soundtrack | Muppets Most Wanted - Original Soundtrack |
| No                                        | Titre                                                  | Auteur                                            | Artiste(s)                                                   | Durée                                     |                                           |                                           |                                           |                                           |                                           |
| ----------------------------------------- | ------------------------------------------------------ | ------------------------------------------------- | ------------------------------------------------------------ | ----------------------------------------- | ----------------------------------------- | ----------------------------------------- | ----------------------------------------- | ----------------------------------------- | ----------------------------------------- |
| 1.                                        | They've Ordered a Sequel                               | Dialogue                                          | Walter et Statler et Waldorf                                 | 0:13                                      |                                           |                                           |                                           |                                           |                                           |
| 2.                                        | We're Doing a Sequel                                   | Bret McKenzie                                     | The Muppets, Lady Gaga et Tony Bennett                       | 4:16                                      |                                           |                                           |                                           |                                           |                                           |
| 3.                                        | My Name First / Your Name                              | Dialogue                                          | Constantine et Ricky Gervais                                 | 0:19                                      |                                           |                                           |                                           |                                           |                                           |
| 4.                                        | I'm Number One                                         | Bret McKenzie                                     | Constantine et Ricky Gervais                                 | 2:29                                      |                                           |                                           |                                           |                                           |                                           |
| 5.                                        | The Casa Grande                                        | Dialogue                                          | Kermit, Tina Fey, Jemaine Clement, Danny Trejo et Ray Liotta | 0:13                                      |                                           |                                           |                                           |                                           |                                           |
| 6.                                        | The Big House                                          | Bret McKenzie                                     | Tina Fey et Josh Groban                                      | 2:24                                      |                                           |                                           |                                           |                                           |                                           |
| 7.                                        | Stick with Me                                          | Dialogue                                          | Constantine et Miss Piggy                                    | 0:09                                      |                                           |                                           |                                           |                                           |                                           |
| 8.                                        | I'll Get You What You Want (Cockatoo in Malibu)        | Bret McKenzie                                     | Constantine                                                  | 2:46                                      |                                           |                                           |                                           |                                           |                                           |
| 9.                                        | The Muppet Show Theme                                  | Sam Pottle, Jim Henson                            | Los Muppets                                                  | 1:08                                      |                                           |                                           |                                           |                                           |                                           |
| 10.                                       | Answer Some Questions                                  | Dialogue                                          | Ty Burrell                                                   | 0:07                                      |                                           |                                           |                                           |                                           |                                           |
| 11.                                       | Interrogation Song                                     | Bret McKenzie, Paul Roemen                        | Ty Burrell, Sam Eagle et les Muppets                         | 3:20                                      |                                           |                                           |                                           |                                           |                                           |
| 12.                                       | Oh Foo Foo, It's Always Been a Fight                   | Dialogue                                          | Miss Piggy et Foo-Foo                                        | 0:08                                      |                                           |                                           |                                           |                                           |                                           |
| 13.                                       | Something So Right                                     | Bret McKenzie                                     | Miss Piggy, Kermit, Celine Dionet les Muppets                | 3:11                                      |                                           |                                           |                                           |                                           |                                           |
| 14.                                       | We're Goin' Underground                                | Dialogue                                          | Kermit                                                       | 0:04                                      |                                           |                                           |                                           |                                           |                                           |
| 15.                                       | Working in the Coal Mine                               | Allen Toussaint                                   | Jemaine Clement                                              | 1:56                                      |                                           |                                           |                                           |                                           |                                           |
| 16.                                       | The Gulag Finale                                       | Dialogue                                          | Kermit                                                       | 0:05                                      |                                           |                                           |                                           |                                           |                                           |
| 17.                                       | Together Again                                         | Jeff Moss                                         | Les Muppets et Josh Groban                                   | 2:09                                      |                                           |                                           |                                           |                                           |                                           |
| 18.                                       | Moves Like Jagger (featuring Pepe The King Prawn)      | Adam Levine, Benny Blanco, Ammar Malik, Shellback | Scooter et les pingouins                                     | 3:28                                      |                                           |                                           |                                           |                                           |                                           |
| 19.                                       | Macarena (Bayside Boys Remix)                          | Antonio Romero, Rafael Ruiz                       | Miss Piggy, Manolo Flamingo, and Carlo Flamingo              | 2:38                                      |                                           |                                           |                                           |                                           |                                           |
| 20.                                       | Muppets Most Wanted Score Suite                        | Christophe Beck                                   | Christophe Beck                                              | 3:19                                      |                                           |                                           |                                           |                                           |                                           |
| 21.                                       | We're Doing a Sequel (Demo)                            | Bret McKenzie                                     | Bret McKenzie                                                | 4:26                                      |                                           |                                           |                                           |                                           |                                           |
| 22.                                       | The Big House (Demo)                                   | Bret McKenzie                                     | Bret McKenzie                                                | 2:57                                      |                                           |                                           |                                           |                                           |                                           |
| 23.                                       | What You Want (Outtake)                                | Bret McKenzie                                     | Bret McKenzie                                                | 2:32                                      |                                           |                                           |                                           |                                           |                                           |
| 24.                                       | I'll Get You What You Want (Cockatoo in Malibu) (Demo) | Bret McKenzie                                     | Bret McKenzie                                                | 2:52                                      |                                           |                                           |                                           |                                           |                                           |
| 25.                                       | Something So Right (Demo)                              | Bret McKenzie                                     | Bret McKenzie                                                | 4:18                                      |                                           |                                           |                                           |                                           |                                           |
| 51:37                                     |                                                        |                                                   |                                                              |                                           |                                           |                                           |                                           |                                           |                                           |

## Accueil
Le 4 août 2014, Disney lance une websérie numérique en 6 épisodes pour promouvoir le film et présentant l'envers du décor aux studios Disney de Burbank.

### Accueil critique
Le film a reçu un accueil favorable, avec 79 % de critiques positives sur Rotten Tomatoes, basé sur 169 critiques.

### Box-office
Muppets Most Wanted a rapporté 51 173 001 $ de recettes aux États-Unis en seize semaines à l'affiche et 78 173 001 $ mondiales.

## Distinctions
Source : Internet Movie Database

### Récompenses
2014
- Golden Trailer Awards :
  - Golden Trailer du spot TV le plus original (publicité télévisée intitulée "Across the Internet")
  - Golden Trailer de la meilleure vidéo ou campagne marketing (publicités prolongées en ligne)
- Heartland Film : Prix du film le plus émouvant pour James Bobin

### Nominations
2014
- British Academy Children's Awards : BAFTA Kids Vote du meilleur long métrage pour James Bobin, David Hoberman, Todd Lieberman et Nicholas Stoller
- Golden Trailer Awards :
  - Meilleure bande-annonce d’un film d’animation ou familial (pour la bande-annonce sur grand écran "The Switch")
  - Meilleure voix de doublage dans un spot télévisé (publicité télévisée intitulée "Confusing Plot")
  - Publicité la plus innovante pour un long métrage (publicité "Outrage :60")
- Hollywood Music In Media Awards (HMMA) : meilleure chanson dans un long métrage pour Bret McKenzie (pour la chanson "I'll Get You What You Want")
- Phoenix Film Critics Society Awards : meilleur film familial en prises de vues réelles
- The Operators Award : meilleur long métrage pour Pete Cavaciuti

2015
- Behind the Voice Actors Awards : meilleure performance vocale masculine dans un long métrage pour Matt Vogel (voix de "Constantine")
- Georgia Film Critics Association (GAFCA) : meilleure chanson originale pour Bret McKenzie (pour la chanson "Something So Right")
- Satellite Awards : Meilleure chanson originale pour Bret McKenzie pour la chanson "I'll Get You What You Want")

2016
- SXSW Film Festival : excellence dans la conception des titres pour Iris Azadi, William Lebeda et David Midgen